# Usclades-et-Rieutord
Usclades-et-Rieutord – miejscowość i gmina we Francji, w regionie Owernia-Rodan-Alpy, w departamencie Ardèche.
Według danych na rok 1990 gminę zamieszkiwały 123 osoby, a gęstość zaludnienia wynosiła 10 osób/km² (wśród 2880 gmin regionu Rodan-Alpy Usclades-et-Rieutord plasuje się na 1498. miejscu pod względem liczby ludności, natomiast pod względem powierzchni na miejscu 954.).